# Alumokliutxevskita
L'alumokliutxevskita és un mineral de la classe dels sulfats. Rep el seu nom per ser l'anàleg amb alumini dominant de la klyuchevskita.

## Característiques
L'alumokliutxevskita és un sulfat de fórmula química K₃Cu₃(Al,Fe3+)(SO₄)₄O₂. Va ser aprovada com a espècie vàlida per l'Associació Mineralògica Internacional l'any 1993. Cristal·litza en el sistema monoclínic. Els cristalls són agulles prismàtques llargues, amb una secció transversal igual, allargada paral·lela a [010], de fins a 1 mil·límetre; també es troba en agregats. La seva duresa a l'escala de Mohs és 2 a 2,5.
Segons la classificació de Nickel-Strunz, l'alumokliutxevskita pertany a «07.BC: sulfats (selenats, etc.), amb anions addicionals, sense H₂O, amb cations de mida mitjana i gran», juntament amb els minerals següents: d'Ansita, alunita, amonioalunita, amoniojarosita, argentojarosita, beaverita-(Cu), dorallcharita, huangita, hidroniojarosita, jarosita, natroalunita-2c, natroalunita, natrojarosita, osarizawaïta, plumbojarosita, schlossmacherita, walthierita, beaverita-(Zn), ye'elimita, atlasovita, nabokoïta, clorotionita, euclorina, fedotovita, kamchatkita, piypita, klyuchevskita, caledonita, wherryita, mammothita, linarita, schmiederita, munakataïta, chenita, krivovichevita i anhidrocaïnita.

## Formació i jaciments
Es troba dipositada pels gasos fumaròlics. Va ser descoberta l'any 1993 a l'erupció de la Gran Fissura del volcà Tolbàtxik, a l'óblast de Kamtxatka (Districte Federal de l'Extrem Orient, Rússia), l'únic lloc on ha estat trobada. Sol trobar-se associada a altres minerals com: tenorita, piypita, langbeinita, lammerita, fedotovita i averievita.